# 봇카 (직업)

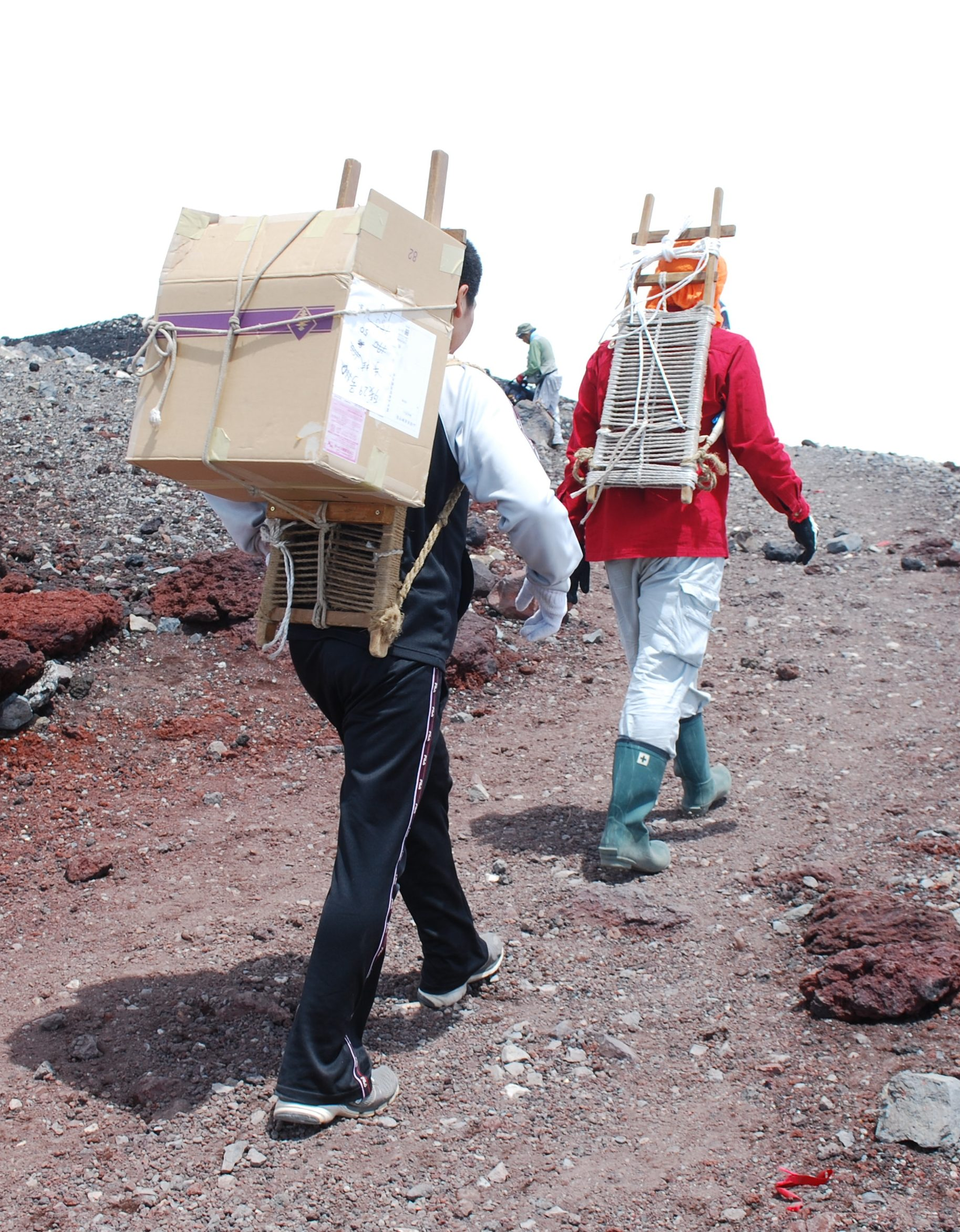

봇카(歩荷)는 일본의 옛 직업으로, 도보로 짐을 지고 운반하는 사람이다. 특히, 일본 중부 산악 지대의 산장에서 물자를 운반했다.

## 같이 보기
- 일본의 교통